# Клевицкая, Кэтти Эльхононовна
Кэтти Эльхононовна Клевицкая (9 ноября 1925, Томск — 22 марта 2022, Москва) — советский и российский киновед, архивист. Заведующая кабинетом советского кино ВГИКа (1961–1994).

## Биография
Родилась 9 ноября 1925 года в городе Томске в семье врачей. Отец, Эльхонон Шоулович (Савельевич) Гурьевич, был дерматологом-венерологом, а мать, Асна Григорьевна Фридьева, работала стоматологом. В 1927 году семья переехала в Новосибирск.
В 1943 году по окончании Новосибирской средней школы № 22 поступила в Московский авиационный технологический институт, однако проучилась в нём лишь один семестр. В 1944 году поступила на экономический факультет Всесоюзного государственного института кинематографии. В 1945 году переведена на только что созданный киноведческий факультет (мастерская Иосифа Долинского), который окончила в 1950 году.
В 1952—1954 годах работала старшим инспектором отдела научно-популярных и документальных фильмов Московской областной конторы кинопроката, методистом-составителем кинопрограмм.
В 1955—1961 годах — старший лаборант кабинета киноведения при кафедре теории и истории кино ВГИКа.
В 1961—1994 годах — заведующая кабинетом советского кино ВГИКа. Под её руководством кабинет стал не только основой научной деятельности института, но и важным научно-вспомогательным центром киноведения. Долгое время он оставался единственным местом в СССР, где собирались и систематизировались материалы по истории и теории кино, а также современному кинопроцессу.
Автор статей в двухтомном «Кинословаре» (1966–1970), редактор и составитель справочных, фильмографических и библиографических материалов в ряде изданий издательства «Искусство» и Бюро пропаганды советского киноискусства.
В 1980 году принята в Союз кинематографистов СССР. Была членом Музейной комиссии Союза.
Умерла 22 марта 2022 года в Москве. Похоронена на Ваганьковском кладбище, участок № 21.
Муж — Ефим Самуилович Клевицкий (1921–2000), кадровый офицер.
Дочь — Ася Ефимовна Клевицкая (род. 1952), переводчица, педагог.

## Награды и звания
- 1969 — «Отличник кинематографии СССР»
- 1984 — медаль «Ветеран труда»